# Straight Outta Cashville
Straight Outta Cashville é o álbum de estréia do rapper americano Young Buck. O título do álbum é semelhante ao álbum do grupo N.W.A Straight Outta Compton. O álbum estreou em #3 lugar na Billboard 200 tendo ganho o certificado de platina pela RIAA
. O álbum tem como singles as músicas "Let Me In", "Shorty Wanna Ride", e "Look at Me Now". Conta com participações de rappers como Lil' Flip, David Banner, D-Tay, Ludacris, Stat Quo e produção de Lil Jon, Mr. Porter entre outros. Foi lançado dia 24 de Agosto de 2004 pela gravadora G-Unit Records.

## Faixas
| #  | Música                       | Produtores                              | Participações                                               | Tempo |
| -- | ---------------------------- | --------------------------------------- | ----------------------------------------------------------- | ----- |
| 1  | "I'm a Soldier"              | Dre & Vidal & Felony                    | 50 Cent                                                     | 3:34  |
| 2  | "Do it Like Me"              | Chad Beats & Sha Money XL               |                                                             | 3:51  |
| 3  | "Let Me In"                  | Needlz                                  | 50 Cent                                                     | 3:44  |
| 4  | "Look at Me Now"             | Mr. Porter                              | Mr. Porter                                                  | 4:26  |
| 5  | "Welcome to the South"       | Red Spyda                               | David Banner & Lil' Flip                                    | 3:50  |
| 6  | "Prices on My Head"          | Crown                                   | Lloyd Banks & D-Tay                                         | 4:21  |
| 7  | "Bonafide Hustler"           | Diverse, co-produzido por Klasic        | 50 Cent & Tony Yayo                                         | 4:16  |
| 8  | "Shorty Wanna Ride"          | Lil Jon                                 |                                                             | 4:21  |
| 9  | "Bang Bang"                  | Needlz                                  |                                                             | 3:34  |
| 10 | "Thou Shall"                 | Midi Mafia                              |                                                             | 3:15  |
| 11 | "Black Gloves"               | Doug Wilson, co-produzido por Sean Cane |                                                             | 3:16  |
| 12 | "Stomp"                      | DJ Paul & Juicy J do Three 6 Mafia      | The Game, T.I., & Ludacris                                  | 4:44  |
| 13 | "Taking Hits"                | DJ Paul & Juicy J do Three 6 Mafia      | D-Tay                                                       | 3:47  |
| 14 | "Walk with Me"               | Dre & Vidal                             | Stat Quo                                                    | 4:10  |
| 15 | "DPG-Unit" (special edition) | Black Jeruz & Sha Money XL              | 50 Cent, Lloyd Banks, Snoop Dogg, Daz Dillinger, & Soopafly | 4:06  |